# 철성중학교
철성중학교(鐵城中學校)는 대한민국 경상남도 고성군 고성읍 기월리에 있는 사립 중학교이다.

## 학교 연혁
- 1964년 1월 8일 : 학교법인 재성학원 설립인가, 설립자 김재익 이사장 취임
- 1964년 3월 5일 : 제1회 입학식, 김한조 초대 교장 취임
- 1989년 2월 25일 : 학칙 변경 인가(9학급)
- 1996년 4월 1일 : 학교법인 남영학원 설립인가(설립자 남영 박인현), 박태이 초대 이사장 취임
- 2004년 3월 10일 : 학교 강당(남영관) 준공
- 2012년 1월 1일 : 제5대 박인현 이사장 취임
- 2012년 5월 18일 : 학교 급식소 준공
- 2013년 1월 23일 : 경남교육청 교육과정 우수학교 선정
- 2014년 12월 31일: 경남교육청 학력향상 우수학교 선정
- 2023년 9월 1일 : 제16대 이덕기 교장 취임
- 2024년 8월 17일 : 제17회 대한민국 학생윈드오케스트라 페스티발 은상수상
- 2025년 1월 10일 : 제59회 졸업식 76명(누계 8,092명)
- 2025년 3월 4일 : 제62회 입학식(80명)

## 참고 자료
- 철성중학교 - 한국교육학술정보원 학교알리미